# Ricardo Úriz
Ricardo Úriz Ancizu (Pamplona, Navarra, 30 de julio de 1980) es un exjugador y entrenador de baloncesto español que actualmente dirige al Club Baloncesto Clavijo de la Segunda FEB. Como jugador, disputó 23 temporadas como profesional en distintas categorías del baloncesto español. Es hermano del también jugador de baloncesto Mikel Úriz.

## Trayectoria como jugador
Formado en las categorías inferiores del Maristas de su Pamplona natal, Ricardo Uriz debutó en un equipo profesional con solo 17 años en CB Murcia. A lo largo de sus más de veinte años de carrera ha jugado para una docena de clubes, siendo los equipos donde más ha jugado el San Sebastián GBC (7 años) y el CB Canarias (3 temporadas).
En su carrera contabiliza 5 ascensos a la Liga ACB. En los últimos 5 años que jugó en  Liga LEB, todas ellas supusieron un ascenso a la máxima categoría del baloncesto español. La primera fue en la temporada 2003-04 con el Bilbao Basket, las tres siguientes fueron con el San Sebastián GBC, en las temporadas 2005-06, 2007-08 y 2016-2017, y la última en la  temporada 2017-18 con el CB Breogan, realizando una gran temporada en la que promedió 10,1 puntos, 2 rebotes y 2,7 asistencias por partido.
Renovó una temporada más con el Breogán, disputando la Liga ACB en 2018/19.  Al finalizar dicha campaña, totalizando 357 partidos disputados en la máxima categoría del baloncesto español, abandonó el club gallego y en agosto de 2019 se anunció su fichaje por el Cáceres Patrimonio de la Humanidad, regresando así a la LEB Oro. En Cáceres promedió 12 puntos, 3.4 asistencias y 2.3 rebotes en los 21 partidos que disputó hasta la conclusión prematura de la temporada 2019/20 por la pandemia de coronavirus.
En julio de 2020 firma por el CB Tizona en el regreso del club burgalés a Liga LEB Oro, firmando unos promedios de 5.6 puntos y 1.8 asistencias en la temporada 2020/21. El 27 de abril de 2021 anunció su retirada del baloncesto, poniendo así punto final a una carrera de 23 temporadas como jugador profesional. 

## Trayectoria como entrenador
El 29 de julio de 2021, tras retirarse de las canchas, firma como entrenador del Saski Baskonia de Liga EBA.
En noviembre de 2021, se convierte en entrenador asistente de Neven Spahija en el Saski Baskonia de Liga ACB.
El 20 de julio de 2022, firma como entrenador del Baloncesto Talavera de Liga LEB Plata.
El 7 de diciembre de 2023, firma como entrenador del Fibwi Palma de Liga LEB Plata. El 10 de mayo de 2024, al término de la temporada el conjunto mallorquín anuncia que el entrenador finalizaría su etapa en el Fibwi Palma.
El 16 de diciembre de 2024, firma por el Club Baloncesto Clavijo de la Segunda FEB.

## Ascensos de LEB a ACB
- Bilbao Basket: 2003-04.
- San Sebastián GBC: 2005-06, 2007-08 y 2016-2017.
- CB Breogan: 2017-18.